# Казанская церковь (Ярополец)
Храм Казанской иконы Божией Матери — православный храм в селе Ярополец Волоколамского городского округа Московской области. Был построен в конце XVIII века в усадьбе Ярополец по инициативе её владельца, графа Захара Чернышёва. Уникален в истории русской архитектуры тем, что состоит из двух симметричных объёмов-«близнецов».
Главный престол был освящён в честь Казанской иконы Божией Матери, приделы — в честь пророка Захарии и в честь праведной Анны (не сохранились). Находится в руинированном состоянии. В 2016—2017 годах в храме на частные пожертвования велись противоаварийные работы, в настоящее время приостановлены из-за отсутствия денежных средств.

## История

### Усадьба Чернышёвых
В 1760—1770 годах в Яропольце известный военачальник времён Семилетней войны, граф Захар Григорьевич Чернышёв, создал на территории своего имения роскошный дворцово-парковый ансамбль. В «Атласе Российской империи» конца XVIII века про усадьбу Чернышёвых можно прочитать: «Красотой и великолепием с наилучшими в Европе увеселительными домами равняться может», а согласно газете «Санкт-Петербургские ведомости» Екатерина II, посетившая дворец в 1775 году, высказалась в том духе, что будь Ярополец поближе к Москве, она бы выбрала его в качестве загородной резиденции.
Роскошный дворец выстроен в стиле раннего классицизма с элементами барокко, подъезд к нему украшают ворота с высокими башнями в стиле раннего русского романтизма.

### Строительство храма
В 1780 году, напротив усадебных ворот, начинается строительство нового храма, который одновременно должен был стать и семейной усыпальницей Чернышёвых. Именно по этой причине композиция храма уникальна для русской церковной архитектуры. Здание заключает в себе два симметричных объёма, которые повернуты в разные стороны апсидами и объединены общим притвором с хорами наверху. В восточной части располагалась сама Казанская церковь, а в западной — фамильная усыпальница.

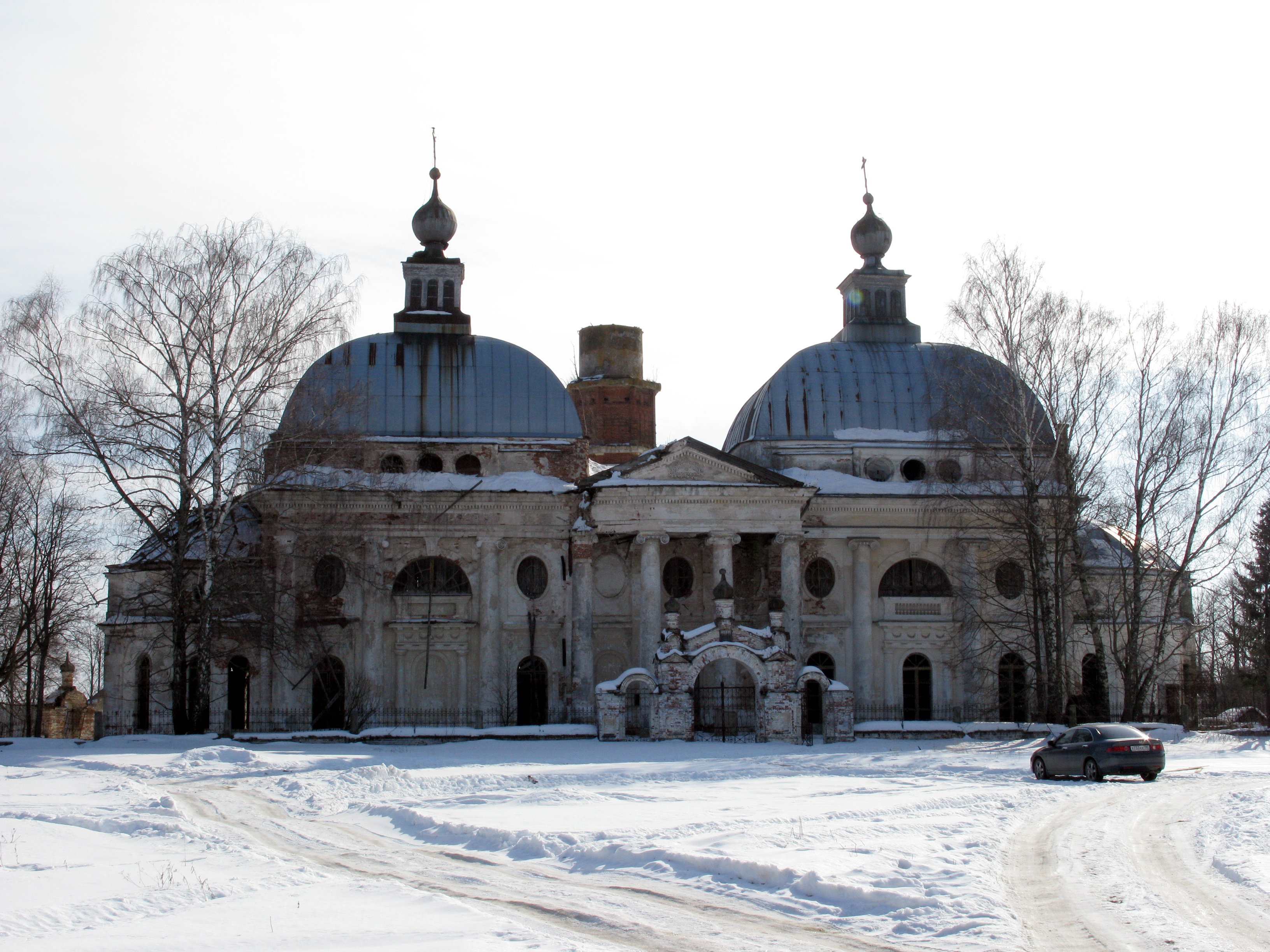
Фасад Казанского храма (северная сторона)

До настоящего времени не удалось установить автора первоначального проекта храма. Существуют различные версии, согласно одним это был Василий Баженов, согласно другим — Матвей Казаков, также есть мнение, что автором проекта мог стать неизвестный архитектор казаковско-баженовского круга. Доподлинно известно только то, что идея уникального храма принадлежит самому Захару Чернышёву.
В 1784 году строительство храма было прервано в связи со смертью генерал-фельдмаршала Чернышёва. Теперь заботы по достройке храма легли на плечи Анны Родионовны — его вдовы. При содействии друга семьи Чернышёвых, князя Александра Голицына, к строительству был привлечён знаменитый архитектор Карл Бланк. Причём необходимость в его присутствии была вызвана обрушением почти построенной церкви, которое произошло до 1787 года. Под руководством Бланка были восстановлены стены и своды храма и начата его внутренняя отделка. Вероятно, по замыслу Бланка была изменена конструкция куполов, которые первоначально планировалось выполнить полусферическими, внутри подкупольное пространство отделено от помещения деревянными потолками. Отделка так и не была завершена полностью, скорее всего из-за болезни Бланка, а сам храм освящён только в 1798 году.
Причиной такого длительного срока строительства храма послужило то, что руководить всеми работами князю Голицыну приходилось из Москвы. Он должен был вести консультации с ведущими стройку мастерами, приглашать нужных специалистов, заключать с ними договора, а также решать все возникающие проблемы. Одновременно он старался все новые инициативы письменно обсуждать с графиней Чернышёвой. Хозяйка Яропольца в усадьбе присутствовала редко. В тот период она больше жила в белорусском Чечерске, вошедшем с 1774 года в майорат Чернышёвых, либо подолгу находилась в паломничествах, и принятие решений по вопросам, не требовавшим отлагательства, растягивалось на месяцы.
В 1830 году в церкви произошёл пожар, какой ущерб он нанёс храму, неизвестно. К 1887 году внутренние росписи не были исполнены. Большие образы на холстах, написанные в академической манере, известны по фотографиям начала XX века, кто их выполнял, неясно. В 1907 году полы храма и усыпальницы выложили метлахской плиткой.

### Фасады и интерьер храма

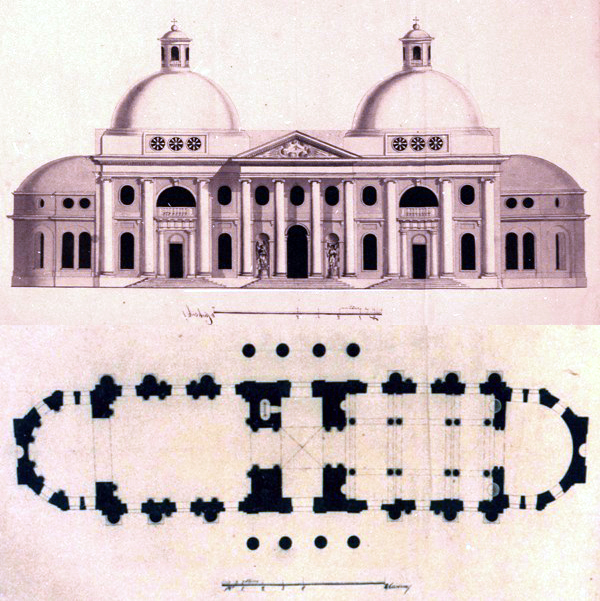
Чертежи фасада и план церкви, конец 1770-х

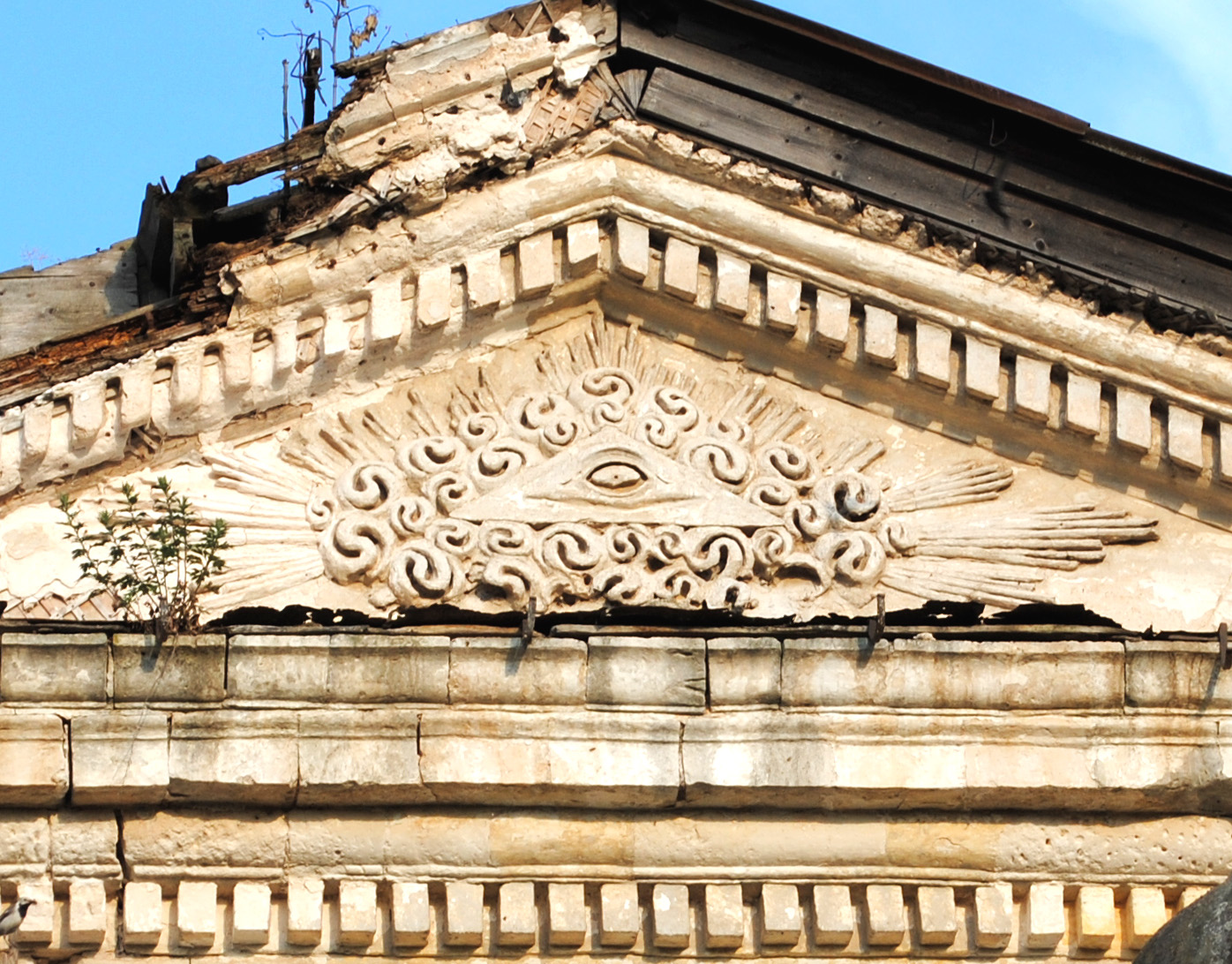
«Всевидящее Око»

Казанский храм построен в стиле классицизма, а более точно такой стиль оформления фасадов называется ионическим. В облике храма много необычного — в первую очередь это связано с тем, что здесь преобладает не вертикальный, а горизонтальный объём. Это является следствием особенностей его конструкции, так как он должен был одновременно служить и церковью, и усыпальницей. Непривычно смотрятся расположенные друг над другом окна разных конфигураций — круглые, овальные и арочные. Вход в храм украшает замечательный четырёхколонный портик, на фронтоне которого изображён открытый глаз внутри треугольника — Всевидящее Око, общепринятый символ масонства. Храм обведён оградой в русском стиле, характерном для конца XIX века, пролёты её ворот украшают три луковичные главки.
Необычный внешний вид церкви, а также изображение Всевидящего Ока создало вокруг неё образ «таинственного масонского храма». Однако, современные исследователи архитектуры того периода утверждают, что в архитектуре и убранстве церкви отсутствует какая-либо масонская символика, а знак Всевидящее Око часто использовался при оформлении православных храмов барокко и классицизма. Возможно, созданию ореола таинственности способствует и тот факт, что эта церковь остаётся совершенно заброшенной, и это несмотря на то, что расположена она в Волоколамском районе, где стараются восстанавливать все имеющиеся храмы.
Внутреннее убранство Казанского храма поражает воображение даже сейчас, несмотря на то, что находится в состоянии полнейшей разрухи. Оно значительно богаче внешнего декора и «выполнено на более высоком художественном уровне». В этом нет ничего удивительного, ведь внутри храм оформляли самые лучшие архитекторы и декораторы того времени.

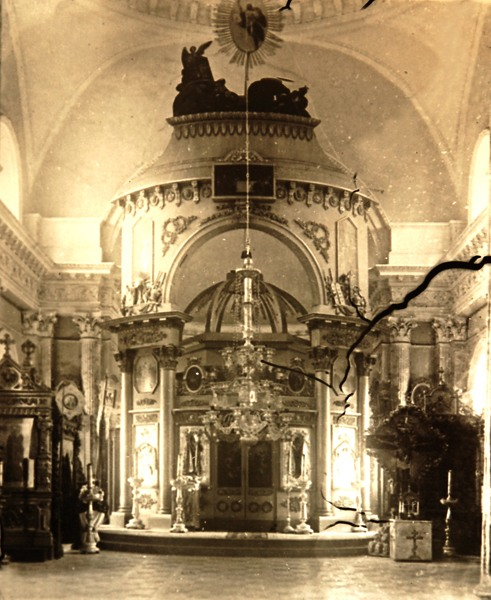
Иконостас храма, начало XX века

Рисунки с набросками внутренней отделки и убранства храма были предоставлены Василием Баженовым, также для оформления храма он рекомендовал художников и лепщиков из своей команды. Для семьи Чернышёвых Баженов не был посторонним человеком. С Чернышёвыми он был связан с 1770-х годов. В 1782—1784 годах, когда З. Г. Чернышёв был главнокомандующим Москвы, он открыто оказывал Баженову поддержку. И Баженов, и Чернышёв были членами московского масонского общества, а орденским наставником архитектора был Семён Гамалея, долгое время служивший правителем канцелярии З. Г. Чернышёва.
Перед началом отделочных работ вдова фельдмаршала Чернышёва Анна Родионовна стала активно звать в Ярополец и Василия Баженова, и двух других главных кураторов стройки — Александра Голицына и Карла Бланка. По её мнению, они должны были лично проинспектировать ход всех работ. В ответных письмах граф Голицын сообщал ей, что приехать в Ярополец лично никто из них не сможет, а для руководства отделочными работами лучше всего пригласить молодого архитектора Родиона Казакова, ученика и однофамильца М. Ф. Казакова.
Пространство храма решено в виде просторного прямоугольного зала, который обступают полуколонны, поддерживающие развитый антаблемент, отделанный безупречной лепниной. Здесь применён коринфский ордер, максимально насыщенный декором, и позволяющий лепщикам-декораторам продемонстрировать всё своё мастерство. На сохранившихся фотографиях интерьера храма начала XX века в первую очередь обращает на себя внимание необычный иконостас. Он полукругом охватывает алтарь и украшен многочисленными лепными деталями и позолоченными колоннами на тёмно-синем фоне стен.
Пространство усыпальницы было решено совершенно иначе, так как это помещение должно было служить одновременно и тёплой церковью. Двенадцать колонн делили его на несколько самостоятельных ячеек, в двух из них были расположены приделы тезоименитых заказчикам святых — пророка Захарии и праведной Анны. В алтаре Казанской церкви до 1941 года хранился символический ключ от Берлина, привезённый в Ярополец Чернышёвым.

### Колокольня
Первая колокольня возводилась одновременно с церковью ещё при З. Г. Чернышёве и обрушилась в процессе строительства. С. А. Торопов в 1920-х годах видел её чертёж, хранившийся в ризнице храма. По его словам, колокольня была в «характере елизаветинской или раннеекатерининской архитектуры (в духе Чевакинского?)». Бланк заложил новую колокольню храма, руины первого яруса которой сохранялись до начала XX века.
Третья, краснокирпичная колокольня расположена позади церкви. Она появилась позднее и стилистически не связана с основным зданием. Это последнее крупное сооружение чернышевской усадьбы строили около тридцати лет, основные работы проводились с 1839 по 1869 год, и к 1871 году окончательная отделка ещё не была завершена. Возможно, её проект выполнил архитектор Пётр Буренин. С. А. Торопов назвал эту колокольню «безобразнейшей, портящей силуэт храма». Тем не менее, для исследователей она интересна как единственное здание в русско-византийском стиле в обоих Яропольцах — Чернышёвых и Загряжских.
В советское время верхние ярусы колокольни разрушили и вместо них установили бетонный резервуар для воды. Колокольня стала выполнять функцию сельской водонапорной башни.

### Усыпальница Чернышёва

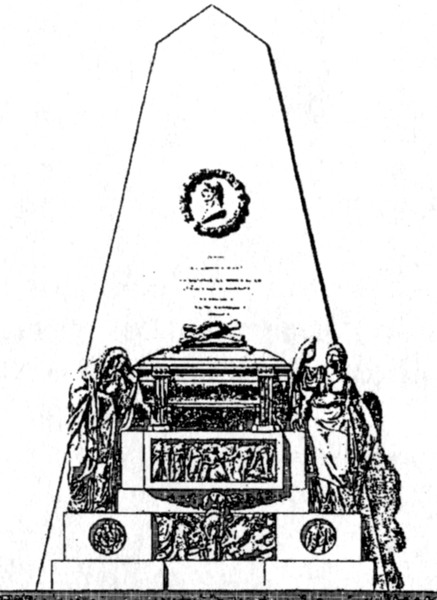
Надгробие графа Чернышёва. Рисунок А. Триппеля, 1787 год

В начале XX века в усыпальницу Казанского храма, были перенесены останки графа Чернышёва. До этого момента они находились в Ильинской церкви села Ильинского — ещё одного владения Чернышёвых. Усыпальница была расположена в самой западной части храма. Здесь, в помещении апсиды, начинался спуск в склеп, который закрывался большой съёмной плитой. Над местом погребения было установлено монументальное каменное надгробие, остатки которого сохранились до настоящего времени.
С этим надгробием произошла история, объяснить которую исследователи пока не могут. Оно было изготовлено известным  немецким скульптором Александром Триппелем в его римской мастерской. По плану Триппеля, основу надгробия составляла большая пирамида в тёмной мраморной облицовке. У основания пирамиды находился постамент белого мрамора с тремя рельефными изображениями. Чуть выше располагался мраморный блок полукруглой формы с фризовой аллегорической композицией в «античном стиле». На мраморном блоке был установлен саркофаг цветного мрамора, по обеим сторонам которого располагались две аллегорические фигуры, символизирующие Печаль и Славу. И, наконец, венчало композицию замечательное портретное профильное изображение Чернышёва белого мрамора, расположенное в медальоне чёрного мрамора. А. Чекмарёв считает возможным, что пирамида, саркофаг и постамент под него были изготовлены в Петербурге. При транспортировке частей памятника в усадьбу пирамида треснула и была повреждена в нескольких местах.
В Яропольце установкой памятника занимались «каменный мастер» Бернер и Яков Земельгак. Замысел Триппеля уже в ходе монтажа памятника был изменён. Практически ни одна из перечисленных выше частей композиции в усыпальнице установлена не была. В неё поместили только большую пристенную пирамиду и два овальных рельефных изображения у её основания. Рельеф в «античном стиле» был заменён на простую мемориальную плиту, а портретное профильное изображение Чернышёва заменили на другое, работы Федота Шубина. Шубинский портрет был похищен в 2002 году.
Возможной причиной всех изменений авторского проекта мог являться протест духовенства против постановки в церкви барельефа с изображением двух женских фигур с «нагими телами» или заказчикам так понравились скульптуры работы Триппеля, что они решили украсить ими парадные апартаменты дворца. Так, например, скульптуры Славы и Печали, были установлены в парковом вестибюле усадебного дома, а другие части его композиции использовались для украшения различных апартаментов дворцового комплекса. О высокой художественной ценности этих произведений лучше всего говорит тот факт, что в настоящее время все они (кроме изваяний Печали и Славы, утраченных после войны) находятся в музее Щусева в Москве.
Судя по документам, ярополецкий памятник создавался в 1786—1787 годах. Вполне вероятно, что, так как частично он был изготовлен в Петербурге, его заметили русские скульпторы. Композиция из пирамиды с аллегорическими фигурами, которую исследователь творчества Триппеля Воглер считал «лучшим его творением», более не повторялась скульптором, но подобные надгробные памятники выполняли Иван Мартос, Феодосий Щедрин, Фёдор Гордеев. А. Чекмарёв отмечает, что «место ярополецкого „мавзолея“ в истории русской скульптуры ещё не оценено по достоинству, как не исследовано и его влияние на произведения отечественных ваятелей той эпохи».

### Советский и постсоветский периоды
Усадьбе Чернышёвых не повезло, здесь не был организован музей. Очевидно, по этой причине она разграблялась и разрушалась, постепенно приходя в полнейшее запустение. Казанская церковь сохранилась несколько лучше, хотя от разграбления не спаслась и она. Во время войны в западную часть храма попал снаряд, через пробитую крышу он попал в склеп, но здание устояло, и даже надгробие Чернышёва пострадало не сильно.
После войны храм снова передали приходу, и он оставался действующим до 1966 года, когда умер его последний настоятель. После этого некоторое время здесь работал дом культуры. В начале 1970-х годов была предпринята попытка реставрации, главным итогом которой была починка крыши и замена нескольких несущих колонн. Работы были прекращены из-за нехватки средств. Кроме скульптурного портрета Чернышёва, из храма пропали алтарная сень, части иконостаса.

### Современное состояние
В 2006 году А. Чекмарёв так описывал его тогдашнее состояние:
«Памятник пребывает в аварийном состоянии. Протекает крыша, отчего вода размывает лепнину в интерьере. Обвалился угол портика на главном фасаде, грозят падением колонны. Замечательное произведение архитектуры погибает на глазах».
В 2016 году на частные пожертвования начались противоаварийные работы — выполнен проект консервации храма, получены разрешения, укреплены портики, заменена часть крыши, что позволило остановить разрушение храма. Удалось также сохранить все подлинные деревянные конструкции XVIII века. Консервацию храма курирует Московское областное отделение Всероссийского общества охраны памятников истории и культуры (ВООПИиК), реставрацию проводит Межрегиональная общественная благотворительная организация — Центр «Сельская церковь» (директор — Светлана Александровна Мельникова, инженер-реставратор — Николай Иванович Смирнов).
С 2018 года все работы приостановлены в связи с недостаточностью финансирования, идёт сбор денежных средств на завершение первоочередных противоаварийных мероприятий.
В 2023 году получено разрешение на проведение реставрационных работ, на момент ноября 2024 года произведена реставрация стен и двух куполов.  Для информирования создан сайт с фотографиями и развренутыми пояснениями, храм будет восстановлен и открыт. 